# Qaqortuatsiaq
Qaqortuatsiaq je zaniklá osada v kraji Avannaata v Grónsku. Nachází se na severu ostrova Appat v průlivu Torsukattak, který je součástí Umanackého zálivu. Jednalo se o lom a je možné, že bude v budoucnu obnoven.  